# Aeroportul Internațional Kilimanjaro
Aeroportul Internațional Kilimanjaro (IATA: JRO, ICAO: HTKJ) este un aeroport din Regiunea Kilimanjaro, Tanzania ce deservește zona Arusha. Aeroportul a fost tranzitat în 2012 de 665.149 de pasageri. A fost deschis în decembrie 1971 și numit după Kilimanjaro.
Situat la o altitudine de 894 m, aeroportul dispune de 1 pistă.

## Infrastructură

### Piste
Aeroportul dispune de o singură pistă. Pista are orientarea 09/27.